# باتريسيا واتسون
باتريسيا واتسون هي كاتبة سيناريو ومنتجة أفلام ومخرجة كندية، ولدت في 12 مارس 1930 في تورونتو في كندا، وتوفيت في 13 فبراير 2015.

## وصلات خارجية
- باتريسيا واتسون على موقع IMDb (الإنجليزية)
- باتريسيا واتسون على موقع أول موفي (الإنجليزية)
- باتريسيا واتسون على موقع قاعدة بيانات الأفلام السويدية (السويدية)
- باتريسيا واتسون على موقع قاعدة بيانات الفيلم (الإنجليزية)
- باتريسيا واتسون على موقع كينوبويسك (الروسية)